# 南京市 (中華民国)
南京市（ナンキンし）は、かつて中華民国に設置されていた院轄市。現在の中華人民共和国江蘇省南京市の玄武区、鼓楼区、建鄴区、秦淮区の全域と浦口区、棲霞区、雨花台区、江寧区の一部に相当する。

## 歴史

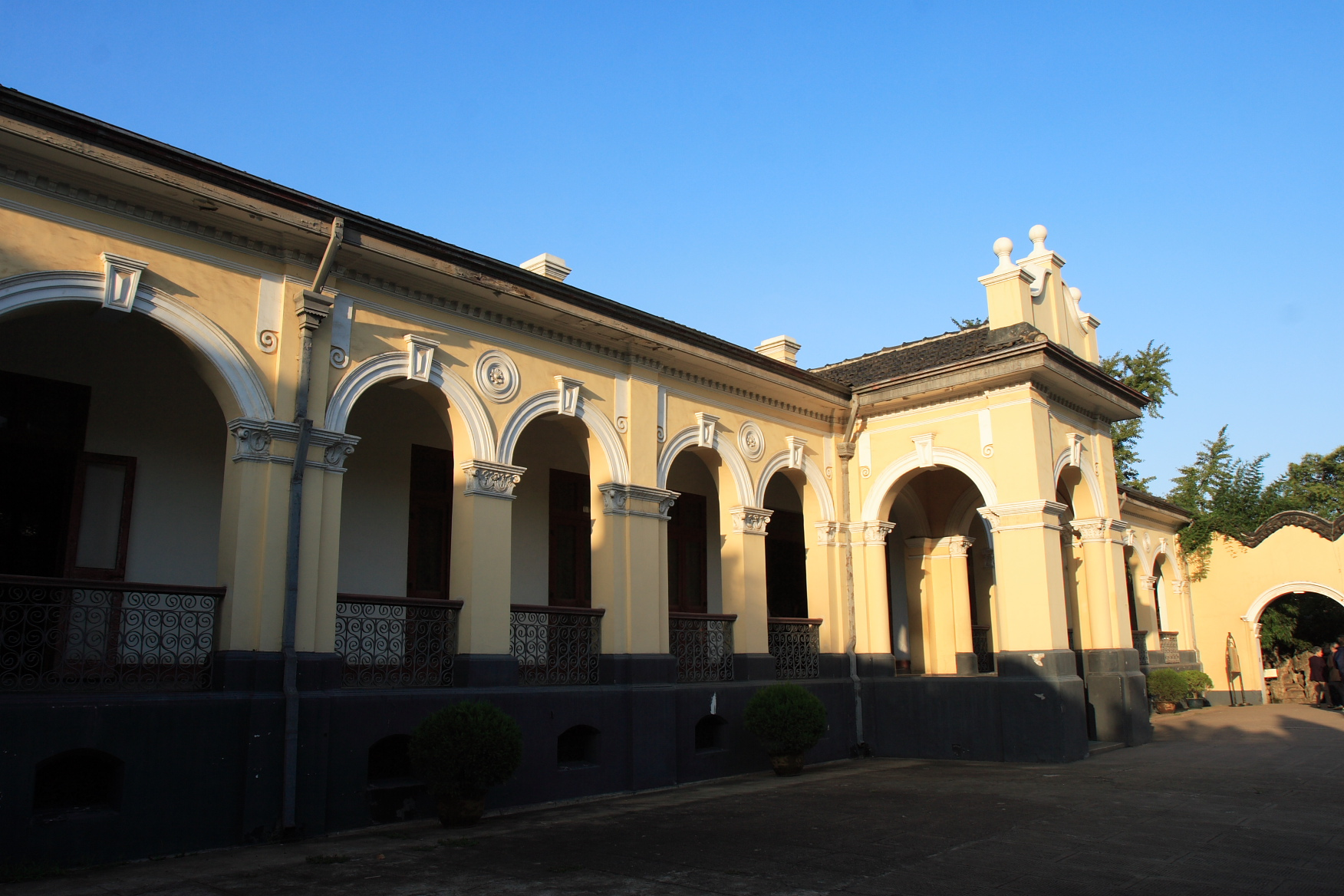
南京臨時大総統府

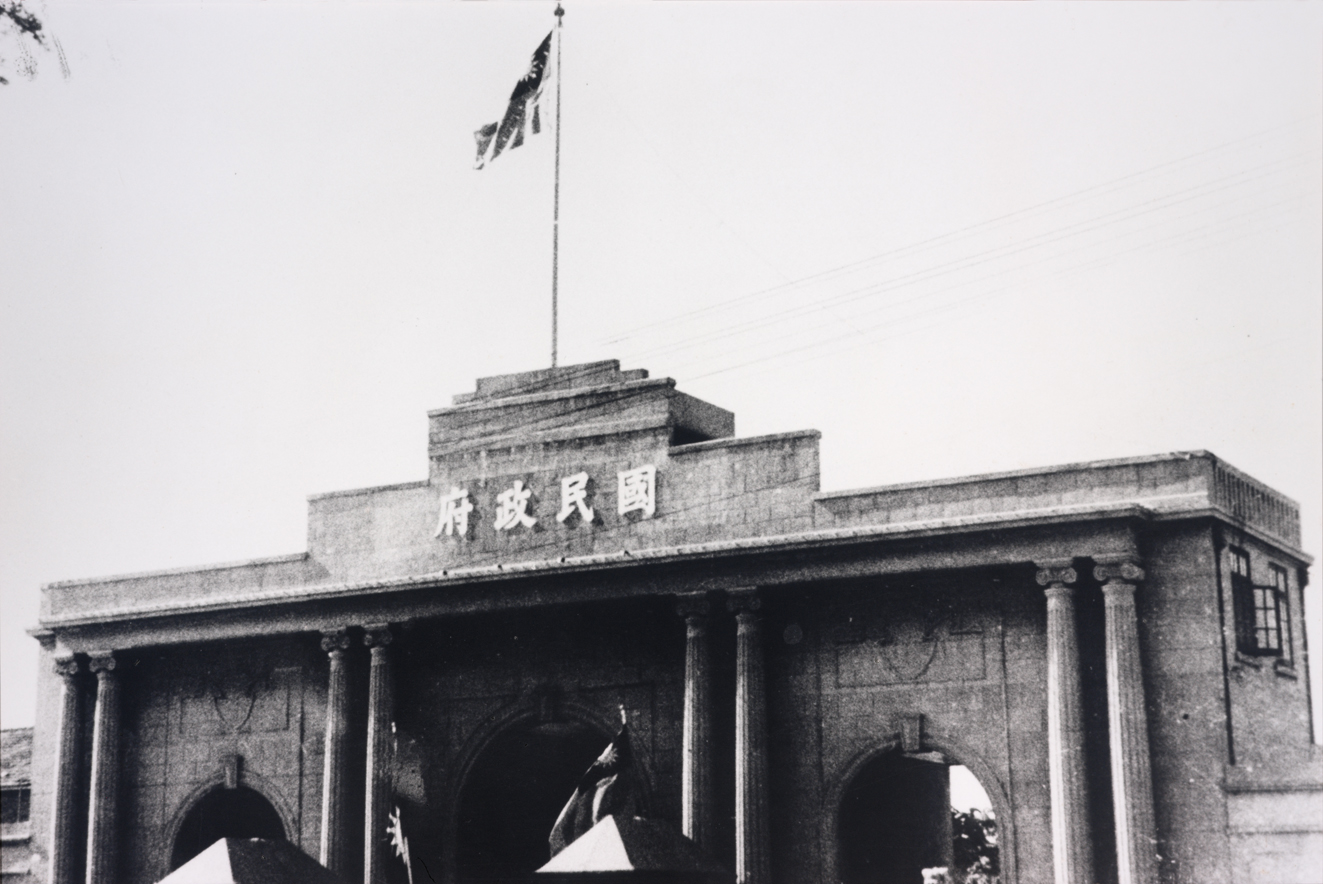
南京国民政府正門（1927年）

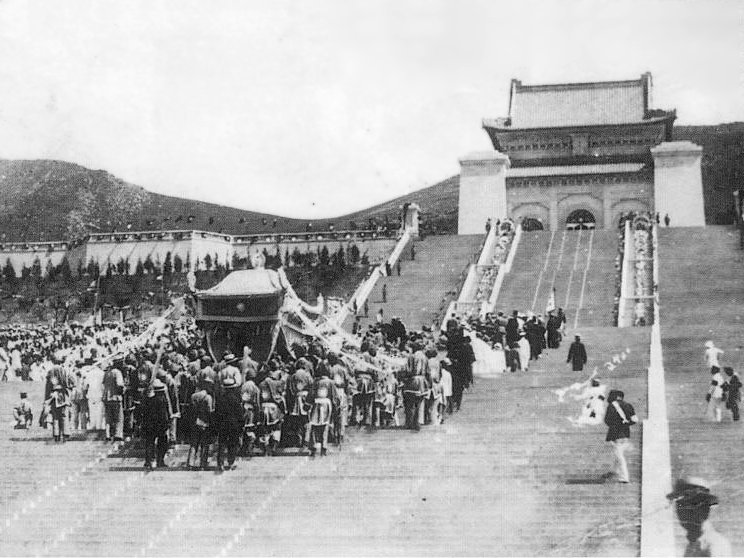
中山陵に移される孫文の棺（1929年）

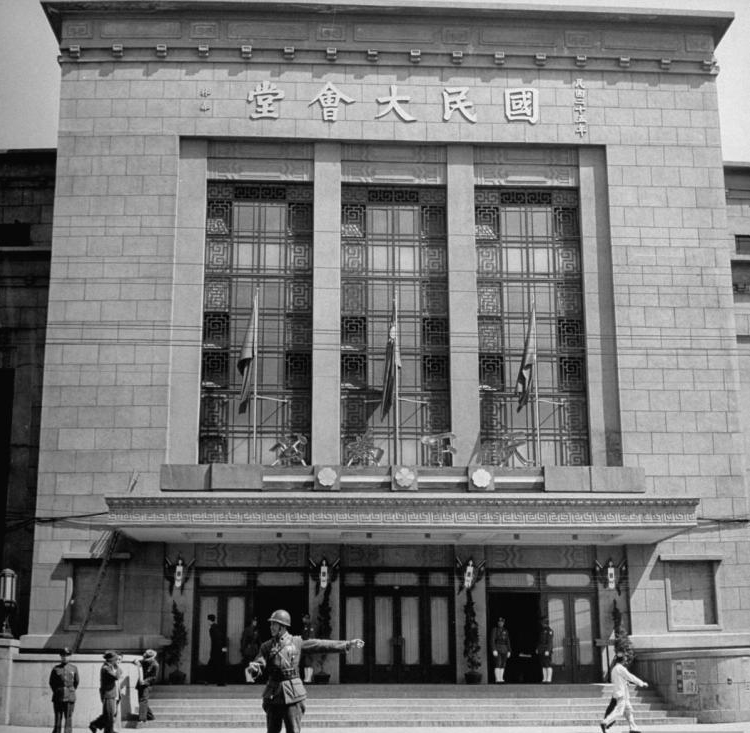
国民大会堂（現：南京人民大会堂）

1911年（宣統3年）、辛亥革命が勃発した。同年12月2日に江浙聯軍が江蘇省江寧府を攻略し、革命の拠点とした。12月29日、革命に参加した17省の代表による選挙が江寧府で行われ、孫文が中華民国臨時大総統に選出された。
1912年（民国元年）1月1日、中華民国臨時政府が成立し、孫文が臨時大総統に就任した。江寧府は南京府に改称され、中華民国の首都に定められた。2月12日に清朝皇帝の愛新覚羅溥儀が退位して清朝が滅亡すると、孫文は臨時大総統を辞職し、袁世凱が第2代臨時大総統に就任した。袁世凱は首都を南京府から順天府（北京）に移し、1913年（民国2年）、南京府は江寧県に改称された。
軍閥時代、南京には孫伝芳の大本営が置かれ、華東地域の指揮の中心地となった。1926年（民国15年）の冬、中国国民党率いる国民革命軍は北伐において孫伝芳軍を破った。1927年（民国16年）3月24日、国民革命軍は南京を占領して南京城へ入城したが、この時に南京事件が発生し、多くの死者が出た。
1927年4月18日、国民政府が南京に樹立され、南京市政庁が設置された。5月25日、国民政府は劉紀文を南京特別市長に任命した。6月6日、国民政府は「南京特別市暫行条例」を施行し、政府直轄の特別行政区域として南京特別市が成立した。
1930年（民国19年）、「市組織法」が制定された。この法律により、市は院轄市（現：直轄市）と省轄市（現：市）の2種類に再編され、南京は院轄市となって南京市に改称された。
1931年（民国20年）6月1日、憲法制定までの暫定的な基本法として「中華民国訓政時期約法」が施行され、本文中に「中華民国の首都は南京である」と明記された。
1929年（民国18年）から1937年（民国26年）にかけて、南京は首都として大規模な建設が行われ、現在の南京の発展の基礎が築かれた。1929年、北平に安置されていた孫文の棺を南京の中山陵に埋葬するにあたって、国民政府は新たな埠頭の建設や道路の拡幅・舗装、植樹を行った。日中戦争勃発の直前には南京市の人口は100万人を超えた。
1937年7月7日、日中戦争が勃発した。8月13日には第二次上海事変が勃発し、南京も日本軍の空襲の被害を受けるようになった。11月に上海が陥落し、国民政府の各機関や南京に所在する学校、工場などが内陸部へ移転した。12月8日、日本軍は南京への攻撃を開始した（南京戦）。南京は陥落し、12月13日に日本軍が入城した。入城時に虐殺（南京事件）が発生したとされる。
1940年（民国29年）3月30日、日本の傀儡政権である汪兆銘政権が樹立され、南京が首都に定められた。
1945年（民国34年）8月15日、日本が降伏して日中戦争が終結した。9月9日、第二次世界大戦中国戦区受降式が南京で行われ、日本軍は中華民国代表として出席した何応欽に対して無条件降伏を表明した。1946年（民国35年）5月5日、国民政府は日中戦争中に臨時首都としていた重慶から南京に戻った。
1946年11月、南京の国民大会堂（現：南京人民大会堂）で制憲国民大会が開催された。当初の憲法草案（五五憲草）では南京が首都と規定されていたが、審査会と第一読会では首都を北平に定めることが決定された。大会主席で国民政府主席の蔣介石はこの決議に不満を抱き、第二読会において「首都の位置は必ずしも憲法で定める必要はない」と主張して「国都を北平に定める」という条文を削除させた。これにより、最終的に1947年（民国36年）に「中華民国憲法」が施行されると中華民国には首都を定める法律が存在しなくなり、「中央政府所在地」である南京が事実上の首都となった。
1947年11月21日から11月23日にかけて第1回国民大会代表選挙が実施された。翌1948年（民国37年）3月29日から南京で国民大会が開催され（第一期国民大会第一次会議）、4月20日の第1回総統選挙で蔣介石が総統、李宗仁が副総統に選出された。5月20日に南京の総統府（現：南京中国近代史遺址博物館）にて就任式典が行われた。
1948年末、第二次国共内戦は国民党に不利な情勢にあった。徐州付近で中華民国国軍と中国人民解放軍が衝突した淮海戦役で国軍は60万人近い兵力を失い、人民解放軍は長江中下流左岸の広大な地域を占領した。国軍は華東と中原における主要な兵力をすべて失い、首都である南京と経済の中心地である上海に危機が迫りつつあった。1949年（民国38年）1月、行政院と各下部機関は広州への移転を開始し、南京には総統府のみが残された。4月20日、渡江戦役が勃発した。人民解放軍は4月21日に長江を渡り、4月23日に南京を占領した。中華民国政府は広州、重慶、成都と撤退を続け、最終的に台北に移転し、台北が「中央政府所在地」となった。一方、台湾移転後も公式の地図や教科書において南京は「中華民国の首都」として記載されていたが、2002年（民国91年）以降は記載されなくなった。

### 市域の変遷

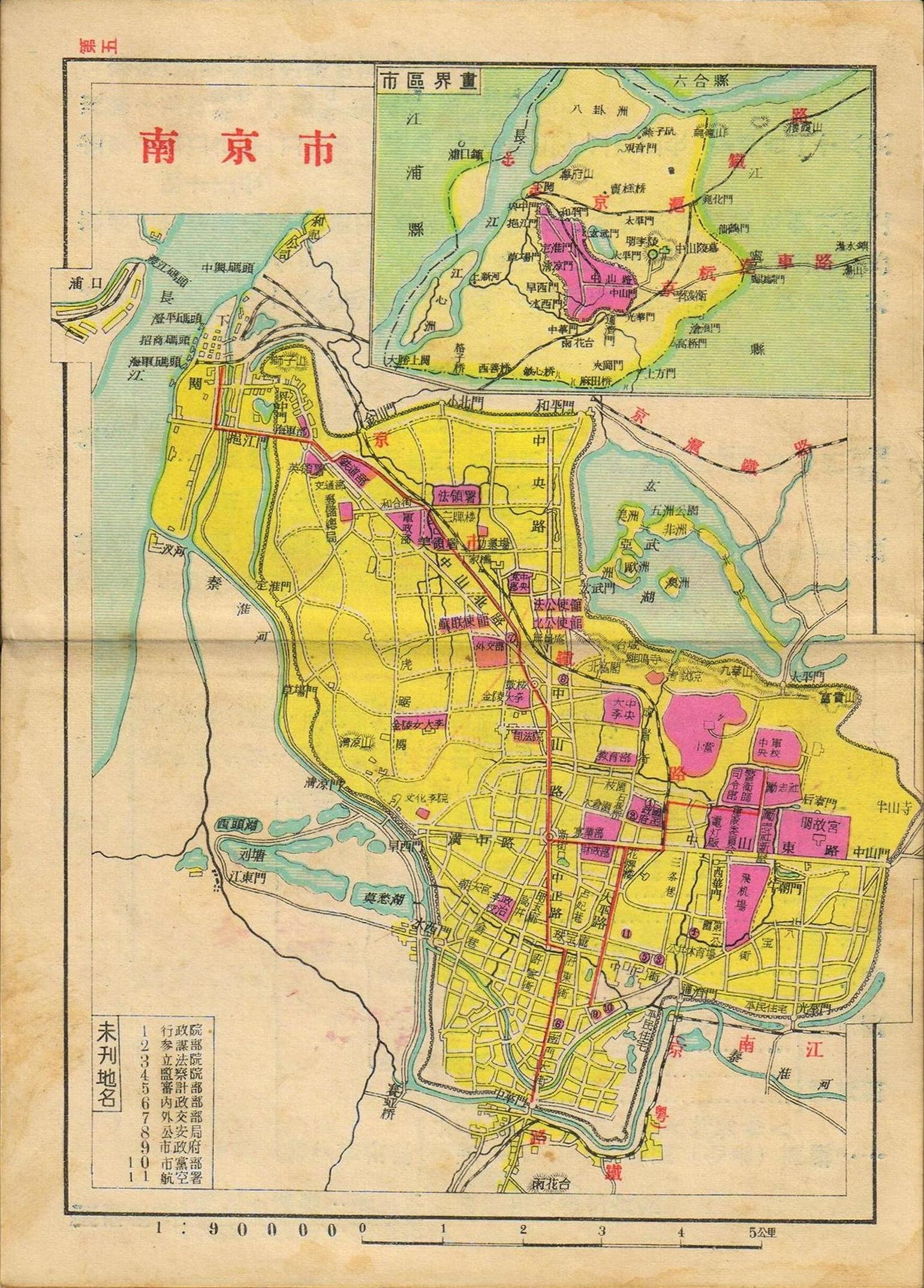
南京市の地図（1936年）

1927年の4月の南京特別市成立時、暫定的に南京城外郭内と浦口地区が市域として定められ、面積は約157km²であった。6月に国民政府が公布した「南京特別市暫行条例」の第4条では「市域は暫定的に南京城の内外および浦口地区とする。市域の変更には中央政府の承認が必要である」と規定された。江蘇省政府は市域の拡大に反対する態度を示した。8月22日、国民政府は条例を改正して「市域は暫定的に元々の江寧県の区域とする」と規定し、8月25日に江寧県は南京特別市に編入された。国民党江寧県党部と複数の民衆団体は共同でこの市域変更に抗議し、国民政府は10月17日に条例を再び改正して「市域は暫定的に南京城の内外および八卦洲とする」と規定された。
1928年3月15日から16日にかけて国民政府、江蘇省政府、南京特別市政府は協議を行い、南西の大勝関と江心洲、北東の烏龍山を南京特別市に編入することを決定し、省と市の境界は省政府と市政府および内政部の代表から構成される画界委員会が画定し、合意された基準に従って測量されるべきであるとされた。3月31日、国民政府は関係機関に対してこの決定に従うよう命令した。しかし、江蘇省政府側の度重なる遅延や大勝関、江心州、烏龍山の帰属問題を巡る激しい論争により、境界画定は中断を余儀なくされた。9月、南京特別市政府は国民政府に対し、市域が狭すぎて首都建設に不適であるとして浦口商埠を市に編入することを要請したが、拒否された。その後、国民党中央執行委員会第164次政治会議は江寧県の全域と浦口商埠を南京特別市に編入することを決定した。この決定に対し江蘇省側は反対した。国民政府、江蘇省政府、南京特別市政府は再度協議を行い、中山陵などの首都建設に関連する地区を南京特別市に編入することを決定し、内政部は省政府・市政府とともに再度調査を行った。国民党中央委員会第168次政治会議において、内政部が省政府・市政府と共同で市域を調査すること、江寧県の廃止は将来の市域拡張時まで保留することが決定された。
1934年9月、江寧県が管轄していた孝陵衛地区が南京市に編入された。
1935年9月30日、省・市・県の代表は浦口の境界や南部の九袱洲新圩、永生洲福字号・禄字号、北部の二祥溝、復生洲の一部が南京市に属することを確認した。
1945年12月、行政院の指示によって江寧県湯水鎮、麒麟郷、東流郷、古泉郷が南京市に編入され、市域が東に拡大された。
1947年2月28日、湯水郷以南は青林郷北部の砲兵学校射撃場公路を市境とすることが決定された。

## 行政区画
1949年時点で、南京市には15の区が設置されていた。
| 区名     | 沿革 |
| -------- | --- |
| 第一区   | 別名城北東区。中華民国政府所在地。1933年設置。中山路以東、中山門以西、九華山以南、中山東路以北を範囲とした。                       |
| 第二区   | 別名城東区。1933年設置。中山南路以東、沿城以西、中山東路以南、光華門・通済門以北を範囲とした。                                     |
| 第三区   | 別名門東区。南京市政府所在地。1933年設置。光華路・鍾阜路以東、東冶路以西、青渓以南、長楽路以北を範囲とした。                       |
| 第四区   | 別名門西区。1933年設置。鍾阜路以西、長楽路・秦淮河・水西門以南、雨花台以北を範囲とした。                                           |
| 第五区   | 別名城西区。1933年設置。中正路・中山路以西、草場門・漢西門・莫愁湖以東、秦淮河・昇州路以北、漢口路以南を範囲とした。               |
| 第六区   | 別名城北西区。1933年設置。淮門沿城以東、雞鳴寺・玄武門沿城以西、和平門・鍾阜門・挹江門以南、漢口路以北を範囲とした。               |
| 第七区   | 別名下関区。1933年設置。下関揚子江心以東、護城河・回龍庵・水関橋以西、和記碼頭以南、三汊河以北を範囲とした。                       |
| 第八区   | 別名浦口区。1933年、江蘇省江浦県浦口商埠を編入して設置。以揚子江心以西、九袱洲・鉄路河以東、海関分卡以南、永生洲以北を範囲とした。 |
| 第九区   | 別名燕子磯区。1934年9月、江蘇省江寧県燕子磯鎮を編入して設置。現在の孝陵衛街道と玄武湖街道の仙鶴門社区を範囲とした。                |
| 第十区   | 別名孝陵区。1934年9月、江蘇省江寧県孝陵衛鎮を編入して設置。1945年に西部を分割して第十一区が設置された。                            |
| 第十一区 | 別名安徳門区。第十区、第十一区のそれぞれ一部を分割して設置。                                                                       |
| 第十二区 | 別名上新河区。1934年9月、江蘇省江寧県上新河鎮を編入して第十一区として設置。1945年、第十二区に改称された。                          |
| 第十三区 | 別名湯山区。1945年12月、江蘇省江寧県湯水鎮・麒麟郷・東流郷・古泉郷を編入して設置。                                                 |
| 第十四区 | 1949年1月22日、八卦洲に設置された。中国人民解放軍の進駐後の6月に廃止された。                                                       |
| 第十五区 | 1949年1月22日，江心洲に設置された。中国人民解放軍の進駐後の6月に廃止された。                                                       |

## 人口
首都警察庁の統計によると、1937年6月時点での南京市の世帯数は200,160、人口は1,015,450人であった。
1948年、国民政府主計処統計局は南京市の人口を1,030,572人と発表した。
中華民国政府の台湾への移転時に政府に従って台湾へ移った南京市民については、内政部戸政司が1990年に行った国勢調査によると、本籍が南京市の台湾在住者は25,329人で、外省人2,694,917人の0.93％を占めていた。

## 統治機構
1927年、南京特別市の成立に伴って市長1人と財政局、工務局などの局が設置された。6月、浦口商埠管理処が設立された。1928年7月、新たに公布された「特別市組織法」に基づいて土地局、社会局などに改組された。1930年6月27日、「市組織法」に基づいて南京市と改称され、行政院の直轄地域となった。1947年1月13日、行政院は「南京市政府組織規程」を公布、市長1人、参事2人、民政局と財政局などの局を設置し。1949年4月下旬、南京市政府は中華民国国軍の撤退とともに消滅した。

## 歴代首長
| 代                     | 氏名         | 写真         | 在任期間                       | 備考         |
| 南京特別市長           | 南京特別市長 | 南京特別市長 | 南京特別市長                   | 南京特別市長 |
| ---------------------- | ------------ | ------------ | ------------------------------ | ------------ |
| 1                      | 劉紀文       |              | 1927年5月 - 1927年8月          |              |
| 2                      | 何民魂       |              | 1927年8月 - 1928年7月          |              |
| 3                      | 劉紀文       |              | 1928年7月 - 1930年4月          |              |
| 4                      | 魏道明       |              | 1930年4月 - 1930年6月27日      |              |
| 南京市長               |              |              |                                |              |
| 1                      | 魏道明       |              | 1930年6月27日 - 1932年1月      |              |
| 代理                   | 谷正倫       |              | 1932年1月 - 1932年3月          |              |
| 2                      | 石瑛         |              | 1932年3月 - 1935年3月          |              |
| 3                      | 馬超俊       |              | 1935年3月 - 1937年12月13日     |              |
| 南京市自治委員会委員長 |              |              |                                |              |
| 1                      | 陶保晋       |              | 1938年1月1日 - 1938年3月       |              |
| 代理                   | 孫叔栄       |              | 1938年3月 - 1938年4月2日       |              |
| 南京市政督弁           |              |              |                                |              |
| 1                      | 任援道       |              | 1938年4月24日 - 1938年9月      |              |
| 2                      | 高冠吾       |              | 1938年9月 - 1939年3月3日       |              |
| 南京特別市長           |              |              |                                |              |
| 1                      | 高冠吾       |              | 1939年3月3日 - 1940年6月30日   |              |
| 2                      | 蔡培         |              | 1940年6月30日 - 1942年1月16日  |              |
| 3                      | 周学昌       |              | 1942年1月16日 - 1945年8月16日  |              |
| 南京市長               |              |              |                                |              |
| 3                      | 馬超俊       |              | 1945年8月 - 1946年11月         |              |
| 4                      | 沈怡         |              | 1946年11月 - 1948年12月24日    |              |
| 5                      | 滕傑         |              | 1948年12月24日 - 1949年4月22日 |              |

### 論文
- 有澤雄毅「中華人民共和国の首都は如何にして北京になったのか？」『アジア研究』第4巻第67号、アジア政経学会、2021年、17-32頁、NAID 130008117081。